# Kampochóri (ort i Grekland, Nomós Imathías)
Kampochóri är en ort i Grekland.   Den ligger i prefekturen Nomós Imathías och regionen Mellersta Makedonien, i den norra delen av landet, 300 km norr om huvudstaden Aten. Kampochóri ligger 7 meter över havet och antalet invånare är 916.
Terrängen runt Kampochóri är mycket platt, och sluttar norrut. Runt Kampochóri är det ganska tätbefolkat, med 72 invånare per kvadratkilometer. Närmaste större samhälle är Véroia, 17,0 km sydväst om Kampochóri. Trakten runt Kampochóri består till största delen av jordbruksmark.